# Agricola (Cognomen)
Agricola (wörtlich „Bauer“) war ein römisches Cognomen, welches vor allem bei den gentes Atilia, Calpurnia, Iulia und Viria verbreitet war.

## Bekannte Namensträger
Chronologisch geordnet:
- Tiberius Claudius Agricola, römischer Offizier, 1. Jahrhundert
- Tiberius Iulius Agricola, römischer Offizier, 1. Jahrhundert
- Gnaeus Iulius Agricola, römischer Suffektkonsul 77, später langjähriger Statthalter in Britannien
- Quintus Glitius Atilius Agricola, römischer Suffektkonsul 97 und 103
- Sextus Calpurnius Agricola, römischer Suffektkonsul 154
- Cominius Bonus Agricola Laelius Aper, römischer Offizier, 2. Jahrhundert
- Lucius Virius Agricola, römischer Konsul 230
- Agricola (Konsul 421), römischer Prätorianerpräfekt und Konsul